# إسحاق بين إزرائيل
إسحاق بين إزرائيل (بالعبرية: יצחק בן ישראל‏) هو مؤلف وسياسي إسرائيلي، ولد في 26 يوليو 1949 في تل أبيب في إسرائيل. حزبياً، نشط في كاديما. وقد انتخب عضو الكنيست ‏ وقد انضم خلال فترته النيابية ‏ (13 يونيو 2007 – 24 فبراير 2009) للكتلة البرلمانية كاديما.